# Anne Lugon-Moulin
Anne Lugon-Moulin (* 1971 in Martigny) ist eine Schweizer Diplomatin und Botschafterin.

## Werdegang
Anne Moulin wuchs im Kanton Freiburg auf, zuerst in Granges, dann in Châtel-Saint-Denis und in Bulle. Sie studierte zuerst an der Universität Freiburg und dann der Universität Nottingham Entwicklungsökonomie.
Ab 2001 arbeitete sie für das Welternährungsprogramm der UNO in Ruanda. Ab Januar 2010 war Anne Lugon-Moulin stellvertretende Chefin, ab November 2011 Chefin (Co-Leitung) der Abteilung Gemeinschaft unabhängiger Staaten bei der Direktion für Entwicklung und Zusammenarbeit DEZA in Bern. Im Juli 2013 ernannte sie der Schweizer Bundesrat zur Chefin der Abteilung Subsahara-Afrika und Frankophonie in der Politischen Direktion in Bern. Zur Ausübung dieser Funktion, die sie Anfang Oktober 2013 übernahm, wurde ihr der Botschaftertitel verliehen.
Ab September war sie 2019 Missionschefin, sowie ausserordentliche und bevollmächtigte Schweizer Botschafterin in der Republik Côte d’Ivoire, in Burkina Faso, in der Republik Guinea, in der Republik Liberia und in der Republik Sierra Leone, mit Sitz in Abidjan. Anne Lugon-Moulin trat dieses Amt im September 2019 an.
2024 ernannte sie der Bundesrat zur ausserordentlichen und bevollmächtigten Botschafterin in der Republik Serbien und in Montenegro, mit Sitz in Belgrad.

## Publikationen
- Le puits, préf.: Bernard Schürch ; photogr.: Marco Cortesi, Cordes-sur-ciel: R. de Surtis, 2009, ISBN 978-2-84672-167-7
- Mieux voir pour mieux vivre: augmenter son acuité visuelle, combattre presbytie et sécheresse oculaire sans lunettes, Lausanne: Favre, 2021, ISBN 978-2-8289-1907-8